# Perez (Quezon)
Perez è una municipalità di quinta classe delle Filippine, situata nella Provincia di Quezon, nella regione di Calabarzon.
Perez è formata da 14 baranggay:
- Bagong Pag-Asa Pob. (Barangay 3)
- Bagong Silang Pob. (Barangay 4)
- Maabot
- Mainit Norte
- Mainit Sur
- Mapagmahal Pob. (Barangay 2)
- Pagkakaisa Pob. (Barangay 1)
- Pambuhan
- Pinagtubigan Este
- Pinagtubigan Weste
- Rizal
- Sangirin
- Villamanzano Norte
- Villamanzano Sur